# Àguila calçada comuna

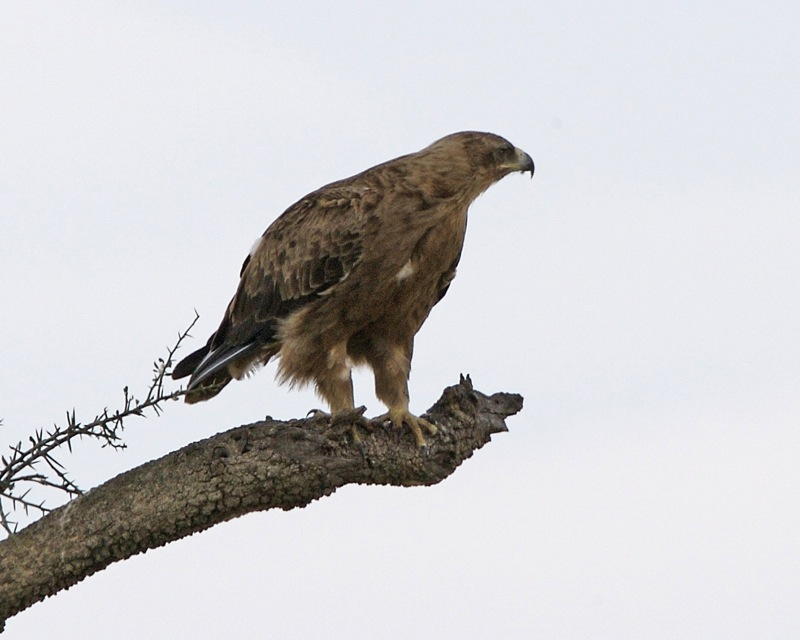
Àguila calçada

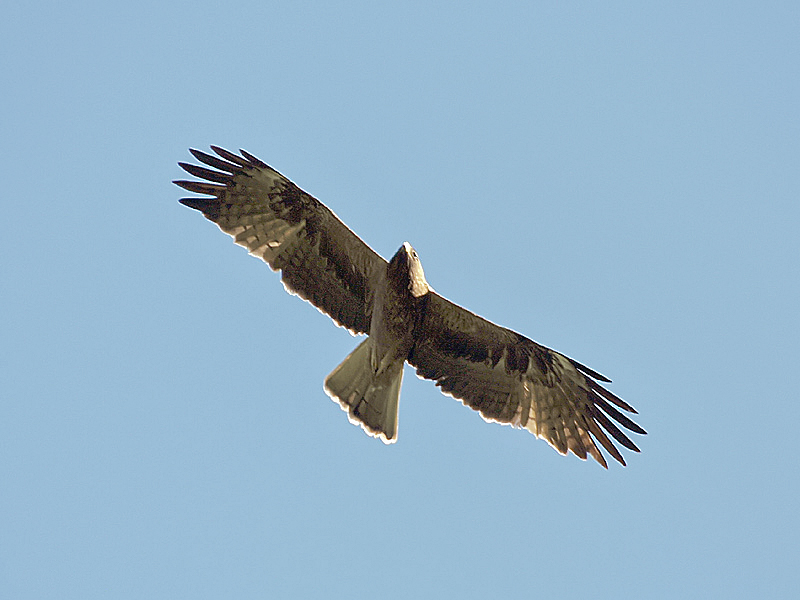
Exemplar fotografiat a Himachal Pradesh, Índia

L'àguila calçada comuna o, a les Balears, espolsamates o esparver,(Hieraaetus pennatus) és un rapinyaire de la família dels accipítrids (Accipitridae) El seu estat de conservació es considera de risc mínim.

## Morfologia
Es considera una àguila de mida mitjana. Fa uns 47 cm de llargada i una envergadura alar de 120 cm.
Pel que fa al plomatge, n'hi ha de dos tipus, el fosc i el pàl·lid. En cada cas és el mateix tant per als mascles com per a les femelles.
El tipus fosc n'és el més abundant. El cap i el coll són de color castany clarament estriat. El front és blanc. Les parts superiors són marró fosc i contrasten amb les plomes infracaudals, més clares. La cua és ocre amb les vores d'un color marró grisós fosc. Les parts inferior del cos són d'un marró negrós excepte la cua, que és d'un marró grisós més clar. Els pantalons, molt desenvolupats, són d'un color marró fosc.
En el tipus pàl·lid els pantalons són blancs. Les parts superiors són de color gris fosc i les inferiors, blanques o d'un ocre clar, i estriades. El cap també és de color ocre clar i forma estries.
Els exemplar joves s'assemblen als adults. La diferència més notable consisteix que les parts superiors dels joves i el cap tenen un to més vermellós.

## Subespècies
- Hieraaetus pennatus pennatus
- Hieraaetus pennatus milvoides
- Hieraaetus pennatus minisculus
- Hieraaetus pennatus harterti

## Hàbitat
Preferentment boscos, però també prats i camps de cultiu rarament allunyats de zones arbrades. A l'hora de reproduir-se busca zones muntanyoses on el bosc alterni amb zones descobertes.

## Migracions
Cap al setembre o octubre, abandonen el territori de cria i van a passar l'hivern a les zones tropicals (les que nien a l'Àsia central a l'Índia, i les europees a la sabana africana) d'on en tornen cap a l'abril.
Les àguiles de l'Europa occidental passen a l'Àfrica per l'estret de Gibraltar i les de l'Europa de l'Est pel Bòsfor. En alguns casos excepcionals utilitzen la via de Sicília i Tunis i encara són més excepcionals els casos d'aquelles que no travessen el Mediterrani i passen l'hivern al sud d'Europa.

## Comportament i dieta
És un ocell territorial. Mitjançant lluites aèries magistralment conduïdes, és capaç d'expulsar del seu territori, que es força gran, altres ocells rapinyaires.
El seu vol, una mica oscil·lant, recorda el de l'esparver. Sempre planeja i es passa la major part de la jornada volant.
Malgrat la seva talla, és un caçador molt hàbil. Captura les preses a les clarianes del bosc. Plana a gran altura tot descrivint cercles fins que localitza una presa. Llavors es llança en picat fins quasi arribar al nivell del terra. Llavors rectifica sobtadament la direcció, s'eleva una mica per, tot seguit, caure sobre la presa, que agafa amb les seves poderoses urpes. Amb aquest mateix sistema també pot caçar ocells en vol baix. Així mateix, és capaç de caçar insectes al vol i també pollets d'altres espècies d'ocells.
Els vols nupcials són espectaculars. La parella plana per damunt del bosc traçant estrets cercles i, sobtadament, es llencen en picat fins pràcticament fregar-se amb les capçades dels arbres. Llavors planen un llarg tram a tocar del bosc per acabar tornant a guanyar altura sense pràcticament batre les ales. Quan arriba el període de la reproducció, la parella realitza sovint vols per sobre del bosc emeten un crit característic una vegada i una altra.
Fora del període nupcial, la parella també sol volar junta freqüentment. Per contra, a l'època de la hivernada se separen i la viuen en solitari. A la primavera següent, però, tornaran a retrobar-se en el mateix territori de reproducció de l'any anterior i, segons sembla, les parelles es formen de per vida.

## Cant
Fora de l'època de reproducció, habitualment resta silenciosa. En l'època nupcial, més que de cant caldria parlar d'uns esgarips aguts i repetitius semblants a un "kuih kiih". Quan comença la desfilada nupcial, el mascle emet de manera insistent un “pi-piiii” i al niu sol ser habitual una mena de “klia-klia-klia- ki-ki”.

## Reproducció
Les parelles construeixen el niu bastant a prop les unes de les altres. El niu fa entre 60 i 70 cm de diàmetre amb un gruix d'uns 30 cm. És construït conjuntament pels dos membres de la parella a base de branques i tronquets i, durant tot el període de la nidificació, la femella hi va aportant una gran quantitat de fulles. Habitualment l'instal·len en un arbre, a una alçada entre els 6 i els 16 metres, però també poden fer-lo en una cinglera.
A l'abril-maig la femella hi pon 1 o 2 ous blancs amb taques marronoses (excepcionalment 3). La incubació dura de 32 a 34 dies i és realitzada fonamentalment per la femella, la qual rarament abandona el niu durant tot el període d'incubació mentre el mascle s'encarrega de proporcionar-li l'aliment. Tot i això, a vegades la femella pot sortir del niu i llavors el mascle s'ocupa de covar.
Els pollets creixen lentament. Les primeres plomes apareixen al cap de vint dies i al cap de 40 el plomatge ja està pràcticament complet. Entre els 50 i 60 dies després del naixement (és a dir, cap a finals d'agost) abandonen el niu, tot i que durant uns dies més romandran pels seus voltants, on els pares continuen alimentant-los. En general, sobreviuen les dues cries, ja que no sembla que sigui habitual que el pollet més gran elimini el petit.